# Huddersfield
Huddersfield – miasto w Wielkiej Brytanii; w Anglii; w hrabstwie West Yorkshire, w dystrykcie Kirklees. W 2021 roku miasto liczyło 141 675 mieszkańców. W mieście rozwinął się przemysł metalowy, maszynowy, bawełniany oraz chemiczny.
W mieście znajduje się stacja kolejowa Huddersfield. Miasto jest również siedzibą drużyny Huddersfield Town występującej w Championship. Tutaj została też założona  brytyjska grupa muzyczna Evile (2004), wykonująca thrash metal. Huddersfield jest wspomniana w Domesday Book (1086) jako Oderesfelt/Odresfeld.

## Transport publiczny
W mieście w latach 1883–1940 kursowały tramwaje, a w latach 1933–1968 działała sieć trolejbusowa, która składała się z 15 linii. Współcześnie po mieście kursują już tylko autobusy.